# 張源曾
張源曾（？—？），浙江湖州府歸安縣人，清朝政治人物。

## 生平
乾隆四十五年（1780年）六月署湖南龍山縣知縣。

## 家族
妻長洲宋氏，宋敞第三女。